# Tobías Andrada
Tobías Luciano Andrada (2 febbraio 2007) è un calciatore argentino, centrocampista del Vélez Sarsfield.

## Caratteristiche tecniche
È un interno di centrocampo che può essere impiegato anche come ala.

## Carriera
È cresciuto nel settore giovanile del Vélez Sarsfield, con cui ha firmato il primo contratto professionistico il 10 maggio 2025. 
Ha debuttato in prima squadra il 15 luglio seguente nell'incontro di Primera División vinto 2-1 contro il Tigre.

## Statistiche

### Presenze e reti nei club
Statistiche aggiornate al 18 marzo 2025.
| Stagione        | Squadra         | Campionato      | Campionato | Campionato | Coppe nazionali | Coppe nazionali | Coppe nazionali | Coppe continentali | Coppe continentali | Coppe continentali | Altre coppe | Altre coppe | Altre coppe | Totale | Totale | Totale |
| Stagione        | Squadra         | Comp            | Pres       | Reti       | Comp            | Pres            | Reti            | Comp               | Pres               | Reti               | Comp        | Pres        | Reti        | Pres   | Reti   |        |
| --------------- | --------------- | --------------- | ---------- | ---------- | --------------- | --------------- | --------------- | ------------------ | ------------------ | ------------------ | ----------- | ----------- | ----------- | ------ | ------ | ------ |
| 2025            | Vélez Sarsfield | PD              | 3          | 0          | CA              | 0               | 0               | CL                 | 0                  | 0                  | SI          | 1           | 0           | 4      | 0      |        |
| Totale carriera | Totale carriera | Totale carriera | 3          | 0          |                 | 0               | 0               |                    | 0                  | 0                  |             | 1           | 0           | 4      | 0      |        |

## Palmarès

### Club

#### Competizioni nazionali
- Supercopa Internacional: 1

Vélez Sarsfield: 2024